# Duck Dodgers
Duck Dodgers este un desen animat american dezvoltat de Spike Brandt și Tony Cervone bazat pe scurtmetrajul teatral animat Duck Dodgers în secolul 24 și ½. A fost produs de Warner Bros. Animation între 2003 și 2005. Duck Dodgers este un serial de comedie science fiction, prezentând personaje din Looney Tunes în roluri metafictive, cu personajul Daffy Duck fiind în rolul personajului titular. Serialul a fost difuzat original pe Cartoon Network și mai târziu s-a terminat pe Boomerang.

## Personaje

### Protectoratul Galactic
- Căpitanul Duck Edgar Dumas Aloysius Dodgers - Un suflet nevinovat care a fost, din greșeală, înghețat pentru mai bine de 300 de ani. El este readus la viață de Dr. I.Q. Hi în secolul 24 și ½. Datorită minciunilor sale a reușit să îi păcălească și să îi facă pe toți să creadă că el este un erou din secolul 21. În realitate era doar „băiatul cu apa” pentru o echipă de fotbal american. El este fricos, laș, egoist, credul și nu prea deștept. Cu toate acestea, uneori el este capabil de acte, care dovedesc eroism și competență , sugerând că nu este atât de inutil precum apare, însă în majoritatea cazurilor el reușește să își învingă inamicii cu jutorul norocului chior și a muncii depuse de Tânărul Cadet Spațial. Ironic, acțiunile Comandantului X-2, l-au transformat pe Dodgers într-o mică vedetă a fotbalului american în ultiml meci al sezonului , așa că , technic, el nu minte atunci când spune că a câștigat un campionat de fotbal la vremea lui. Duck Dodgers este jucat de personajul din Looney Tunes, Daffy Duck.

- Zelos, Tânărul Cadet Spațial - Îl admiră pe Dodgers, văzând în acesta o figură paternă, îi este loial acestuia și nu pune la îdoială nici un ordin al acestuia. Dodgers depinde foarte mult de Cadet, fără ajutorul acestuia nu ar reuși să ducă la bun sfârșit o mare parte din misiuni. A absolvit „summa cum laude” de la Academia Protectoratului. Nu foarte multe sunt cunoscute despre trecutul Cadetului, dar într-un episod el este prezentat ca fiind conducătorul planetei Swinus 9, inclusiv cu o pleiadă de inamici care încearcă să îl detroneze. Cum această dezvăluire a fost făcută în timp ce avea grijă de nepoții săi, neastâmpărați: Porko, Puerco și Sow (referire la personajele din Animaniacii: Yakko, Wakko și Dot), nu se știe dacă povestea este adevărată sau este doar o încercare de a-și impresiona rudele. Zelos, Tânărul Cadet Spațial, este jucat de Porky Pig.

- Dr. Ignatius Q "I.Q." Hi - Omul de știință, supraponderal, care l-a adus la viață pe Dodgers după mai bine de 300 de ani. Acesta este serios și muncitor, adesea este iritat de incompetența afișată de Dodgers, având îndoieli privind statutul acestuia de erou în secolul 21.

- Căpitanul Star Johnson - Un căpitan din Protectoratul Galactic, rival al lui Dogers.Acesta are o personalitate asemănătoare cu ce a lui Flash Gordon.

- Bigfoot -

### Imperiul Marțian
- Comandantul Marțian X-2 - Principalul dușman al lui Dodgers. El este încrezătorul comandant al armatei marțiene, acesta îl consideră pe Dodgers mai mult o pacoste decât in inamic de care trebuie să se teamă. El este jucat de Marvin Marțianul

- Regina Marțiană (Regina Tyr'ahnee) - Frumoasa conducătoare a planetei Marte. Regina poartă haine asemănătoare cu portul regal din Egiptul antic. Ea este îndrăgostită de Duck Dodgers.

- Comandantul K-9 - Câinele Comandantului X-2. Jucat de K-9.

- Roboții Centurioni Marțieni - Soldații fideli ai Imperiului Marțian, care alcătuiesc grosul armatei. Marțieni organici fiind ofițeri.

- Marțieni Instant - Creaturi ciudate asemănătoare păsărilor, ce au blana mov. Marțieni Instant apar din semințe, ce se activează la contactul cu apa.

## Planete
- Pământul - Sediul  Protectoratului Galactic, precum și planeta lui Dodgers, Cadetului precum și a altor personaje din serial.
- Marte - Sterilă, hostila casă a marțienilor, conduși de Regina Tyr'ahnee. Planeta are o mare armată de roboții centurioni și seamănă cu antica Sparta.
- Klunk - casa Klunkanilor (ce seamănă cu vikingii), conduși de K'Chutha Sa'am.
- Vacation World - Planetă vizitată de Dodgers în The Wrath of Canasta. O parodie a Westworld.
- Planeta Hollywood - Planetă artificială care semănă cu logoul Universal Studios.  Planeta este un uriaș studio de filmare, ce a fost distrusă în Hooray for Hollywood Planet.
- Fridgdonia VII - Regina Tyr'ahnee l-a întemnițat pe Tânărul Cadet Spațial pe această planetă de gheață pentru a-l atrage pe Dodgers într-o capcană în The Queen is Wild.
- Swinus 9 -Planeta Tânărul Cadet Spațial. A fost modelată după Bagdad.
- Exile Planet - Planeta a fost menționată de Archduke Zag.
- Niponno - O planet văzută în episodul The Menace of Maninsuit. Seamănă cu Tokyo și alte orașe japoneze.
- Masativo (Planeta Vie)
- Maltese VII - Dodgers spune că are un time-share pe această planetă în episodul Deathmatch Duck.
- Nostrillia - Planetă a cărei locuitori seamănă cu nasuri.
- Nolandus - Pe această planetă se gasesc doar câteva insule deșertice, separate de oceane uriașe. Dodgers și Comandantul Marțian X-2 sunt naufragiați aici în episodul Just the Two of Us, înainte să descopere că, de fapt, este o stațiune turistică pe care Cadetul și centurionii își petreceau vacanța.
- Dakota - Planetă ce seamănă cu Dakota de Nord și Dakota de Sud.
- Groovica - O planetă  disco a anilor '70 situată în cvadrantul ABBA Bee-Gee.
- Explodicon - Planetă care găzduiește o mare varietate de explozibili.
- Felinia - Planetă locuită de pisici.
- Caninius - Planetă locuită de câini (Felinia și Caninius aveau nevoie de un tratat de pace).
- Aquarium - Planetă ce seamănă cu un acvariu.

- Oa - Casa Guardienilor Universului și sediul Green Lantern Corps, aceasta apare în episodul The Green Loontern.

## Episoade
| Premiera originală | Premiera în România | N/o | Titlu român                                | Titlu englez                                |
| ------------------ | ------------------- | --- | ------------------------------------------ | ------------------------------------------- |
|                    |                     |     |                                            |                                             |
| SEZONUL 1          |                     |     |                                            |                                             |
|                    |                     |     |                                            |                                             |
| 23.08.2003         | 19.04.2004          | 01  | Procesul lui Duck Dodgers                  | The Trial Of Duck Dodgers                   |
| 23.08.2003         | 19.04.2004          | 01  | Coscogiamita lui Dodgers                   | Big Bug Mamas                               |
|                    |                     |     |                                            |                                             |
| 30.08.2003         | 20.04.2004          | 02  | Prietenul meu                              | The Fowl Friend                             |
| 30.08.2003         | 20.04.2004          | 02  | Iute și înaripat                           | The Fast & The Feathery                     |
|                    |                     |     |                                            |                                             |
| 06.09.2003         | 21.04.2004          | 03  | Decepția lui Dodgers                       | Duck Deception                              |
| 06.09.2003         | 21.04.2004          | 03  | Spionul care nu m-a iubit                  | The Spy Who Didn’t Love Me                  |
|                    |                     |     |                                            |                                             |
| 13.09.2003         | 22.04.2004          | 04  | Duck Codgers                               | Duck Codgers                                |
| 13.09.2003         | 22.04.2004          | 04  | Unde-i bebelușul știe tot ?                | Where’s Baby Smartypants?                   |
|                    |                     |     |                                            |                                             |
| 20.09.2003         | 23.04.2004          | 05  | Pun eu mâna pe tine, grasule               | I’m Going To Get You, Fat Sucka             |
| 20.09.2003         | 23.04.2004          | 05  | Rață la arest                              | Detained Duck                               |
|                    |                     |     |                                            |                                             |
| 27.09.2003         | 26.04.2004          | 06  | Canin Kaddy                                | K-9 Kaddy                                   |
| 27.09.2003         | 26.04.2004          | 06  | Porcușorul în actiune                      | Pig Of Action                               |
|                    |                     |     |                                            |                                             |
| 04.10.2003         | 27.04.2004          | 07  | Tremură Dodgers                            | Shiver Me Dodgers                           |
|                    |                     |     |                                            |                                             |
| 11.10.2003         | 28.04.2004          | 08  | Mânia lui Canasta                          | The Wrath Of Canasta                        |
| 11.10.2003         | 28.04.2004          | 08  | Au furat creierul lui Dodgers              | They Stole Dodgers’ Brain                   |
|                    |                     |     |                                            |                                             |
| 18.10.2003         | 29.04.2004          | 09  | Lanterna verde                             | The Green Loontern                          |
|                    |                     |     |                                            |                                             |
| 25.10.2003         | 30.04.2004          | 10  | Rățoiul fundaș                             | Quarterback Quack                           |
| 25.10.2003         | 30.04.2004          | 10  | Iubește un rățoi                           | To Love A Duck                              |
|                    |                     |     |                                            |                                             |
| 01.11.2003         | 04.05.2004          | 11  | Trăiască planeta Hollywood                 | Hooray For Hollywood Planet                 |
|                    |                     |     |                                            |                                             |
| 08.11.2003         | 05.05.2004          | 12  | Regina sălbatica                           | The Queen Is Wild                           |
| 08.11.2003         | 05.05.2004          | 12  | Înapoi la academie                         | Back To The Academy                         |
|                    |                     |     |                                            |                                             |
| 15.11.2003         | 15.05.2004          | 13  | Inamicul tău                               | Enemy Yours                                 |
| 15.11.2003         | 15.05.2004          | 13  | Mâncarea rățoiului                         | Duck Departure                              |
|                    |                     |     |                                            |                                             |
| SEZONUL 2          |                     |     |                                            |                                             |
|                    |                     |     |                                            |                                             |
| 14.08.2004         | 06.12.2004          | 14  | Planeta porcului                           | Pig Planet                                  |
|                    |                     |     |                                            |                                             |
| 14.08.2004         | 07.12.2004          | 15  | Invictus Interuptus                        | Invictus Interruptus                        |
| 14.08.2004         | 07.12.2004          | 15  | Animalul de companie                       | Pet Peeved                                  |
|                    |                     |     |                                            |                                             |
| 14.08.2004         | 08.12.2004          | 16  | Amenințarea lui Maninsuit                  | The Menace Of Maninsuit                     |
| 14.08.2004         | 08.12.2004          | 16  | Cariera canin                              | K-9 Quarry                                  |
|                    |                     |     |                                            |                                             |
| 14.08.2004         | 09.12.2004          | 17  | In căutarea de talente                     | Talent Show A-Go-Go                         |
| 14.08.2004         | 09.12.2004          | 17  | Dragoste de tată                           | The Love Of A Father                        |
|                    |                     |     |                                            |                                             |
| 14.08.2004         | 10.12.2004          | 18  | Noul cadet                                 | The New Cadet                               |
| 14.08.2004         | 10.12.2004          | 18  | Rața îndrăgostită                          | The Love Duck                               |
|                    |                     |     |                                            |                                             |
| 14.08.2004         | 13.12.2004          | 19  | Fudd                                       | The Fudd                                    |
|                    |                     |     |                                            |                                             |
| 07.01.2005         | 14.12.2004          | 20  | Semnul lui Xero                            | The Mark Of Xero                            |
| 07.01.2005         | 14.12.2004          | 20  | Fantomele                                  | I See Duck People                           |
|                    |                     |     |                                            |                                             |
| 14.01.2005         | 15.12.2004          | 21  | Pe viață și pe moarte                      | Deathmatch Duck                             |
| 14.01.2005         | 15.12.2004          | 21  | Deconstruirea lui Dudgers                  | Deconstructing Dodgers                      |
|                    |                     |     |                                            |                                             |
| 21.01.2005         | 16.12.2004          | 22  | M.M.O.R.D                                  | M.M.O.R.P.D.                                |
| 21.01.2005         | 16.12.2004          | 22  | Bătrânul Mcdodgers                         | Old McDodgers                               |
|                    |                     |     |                                            |                                             |
| 28.01.2005         | 17.12.2004          | 23  | Livrare de divă                            | Diva Delivery                               |
| 28.01.2005         | 17.12.2004          | 23  | Castelul înalt                             | Castle High                                 |
|                    |                     |     |                                            |                                             |
| 04.02.2005         | 23.01.2015          | 24  | Surf printre stele                         | Surf The Star                               |
| 04.02.2005         | 23.01.2015          | 24  | Samurai Mac                                | Samurai Quack                               |
|                    |                     |     |                                            |                                             |
| 25.02.2005         | 21.12.2004          | 25  | Desigur, asta înseamnă război și pace      | Of Course You Know This Means War And Peace |
| 25.02.2005         | 22.12.2004          | 26  | Desigur, asta înseamnă război și pace      | Of Course You Know This Means War And Peace |
|                    |                     |     |                                            |                                             |
| SEZONUL 3          |                     |     |                                            |                                             |
|                    |                     |     |                                            |                                             |
| 11.03.2005         | 10.06.2006          | 27  | Până când blestemul ne va despărți         | Till Doom Do Us Part                        |
|                    |                     |     |                                            |                                             |
| 11.03.2005         | 11.06.2006          | 28  | Villainstruck                              | Villainstruck                               |
| 11.03.2005         | 11.06.2006          | 28  | Doar noi doi                               | Just The Two Of Us                          |
|                    |                     |     |                                            |                                             |
| 08.04.2005         | 17.06.2006          | 29  | Copii sunt aiurea                          | The Kids Are All Wrong                      |
| 08.04.2005         | 17.06.2006          | 29  | Câștigi sau pierzi                         | Win, Lose Or Duck                           |
|                    |                     |     |                                            |                                             |
| 15.04.2005         | 18.06.2006          | 30  | Mistretul sălbatic                         | Boar To Be Riled                            |
| 15.04.2005         | 18.06.2006          | 30  | Sănătate curată                            | Clean Bill Of Health                        |
|                    |                     |     |                                            |                                             |
| 22.04.2005         | 24.06.2006          | 31  | Cel mai bun și cel mai rău dintre căpitani | The Best Of Captains, The Worst Of Captains |
| 22.04.2005         | 24.06.2006          | 31  | Asta-i Lifomatica                          | That’s Lifomatica                           |
|                    |                     |     |                                            |                                             |
| 16.09.2005         | 25.06.2006          | 32  | Boogie cu diamant                          | Diamond Boogie                              |
| 16.09.2005         | 25.06.2006          | 32  | Corporația Pigfall                         | Corporate Pigfall                           |
|                    |                     |     |                                            |                                             |
| 23.09.2005         | 01.07.2006          | 33  | Rățoiul de 6 catralioane de dolari         | The Six Wazillion Dollar Duck               |
|                    |                     |     |                                            |                                             |
| 30.09.2005         | 02.07.2006          | 34  | Prea aproape pentru luptă                  | Too Close For Combat                        |
| 30.09.2005         | 02.07.2006          | 34  | Inotătoarele războiului                    | The Fins Of War                             |
|                    |                     |     |                                            |                                             |
| 07.10.2005         | 06.08.2006          | 35  | Vânătoarea de rațe                         | Good Duck Hunting                           |
| 07.10.2005         | 06.08.2006          | 35  | Consum anulat                              | Consumption Overruled                       |
|                    |                     |     |                                            |                                             |
| 14.10.2005         | 07.08.2006          | 36  | Minte de rață bleagă                       | A Lame Duck Mind                            |
|                    |                     |     |                                            |                                             |
| 21.10.2005         | 08.08.2006          | 37  | Maestrul dezastrului                       | Master & Disaster                           |
| 21.10.2005         | 08.08.2006          | 37  | Toți cei din familia crimei                | All In The Crime Family                     |
|                    |                     |     |                                            |                                             |
| 04.11.2005         | 09.08.2006          | 38  | In spațiu, nimeni nu aude rock-ul          | In Space, No One Can Hear You Rock          |
| 04.11.2005         | 09.08.2006          | 38  | Rodeo dezastruos                           | Ridealong Calamity                          |
|                    |                     |     |                                            |                                             |
| 11.11.2005         | 10.08.2006          | 39  | Eroi de bună-credință                      | Bonafide Heroes                             |